# Joachim Keiler

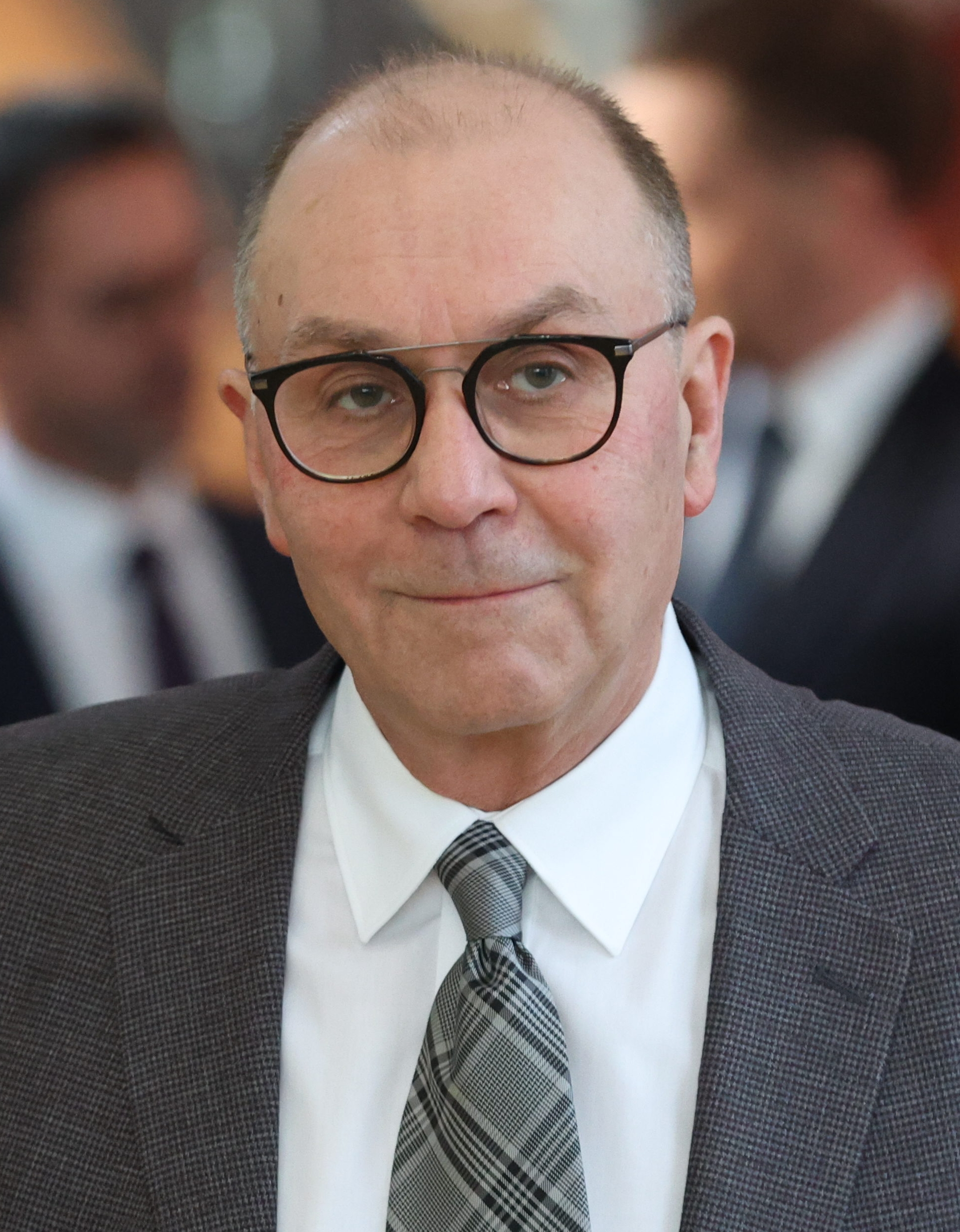
Joachim Keiler (2024)

Joachim Michael Keiler (* 1. April 1959 in Fürstenfeldbruck) ist ein deutscher Politiker (AfD). Er ist seit 2019 Mitglied des Sächsischen Landtags.

## Leben
Keiler bestand 1978 das Abitur, leistete danach bis 1979 Wehrdienst und begann im Anschluss 1980 ein Studium der Rechts- und Staatswissenschaften an der Ludwig-Maximilians-Universität in München, welches er 1986 mit dem ersten Staatsexamen abschloss. Das nachfolgende Referendariat schloss er 1989 mit dem zweiten Staatsexamen ab. Im Jahre 2013 wurde Keiler an der Katholischen Universität Lublin im Osten Polens mit einer staatskirchenrechtlichen Schrift promoviert. Im Jahr 2024 wurde er von Journalisten mit wissenschaftlichen Mängeln seiner Arbeit konfrontiert, worauf er einräumte das „eine oder andere Staatskonkordat“ bei Wikipedia nachgeschlagen zu haben. Keiler ist als Rechtsanwalt in Dresden tätig.

## Politik
Nach 30-jähriger Mitgliedschaft in der CSU trat Keiler 2015 der AfD bei und wurde 2018 stellvertretender Landesvorsitzender der AfD Sachsen. Ebenfalls 2018 kandidierte er für die AfD bei der Wahl zum Oberbürgermeister der Stadt Meißen. Er erreichte im ersten Wahlgang 13,7 Prozent der Stimmen erhalten und landete auf Platz vier. Keiler zog seine Bewerbung vor dem zweiten Wahlgang zurück. Bei der Landtagswahl in Sachsen 2019 zog er über die Landesliste als Abgeordneter in den Sächsischen Landtag für die AfD Sachsen ein. Bei der Landtagswahl 2024 zog er erneut über die Landesliste in den Landtag ein.
2019 wurde Keiler während einer Wahlkampfveranstaltung Opfer eines körperlichen Angriffs, 2022 wurde Keilers Kanzlei Ziel einer mutmaßlich politisch motivierten Sachbeschädigung durch Buttersäure.